# Quentalia coarya
Quentalia coarya är en fjärilsart som beskrevs av William Schaus 1929. Quentalia coarya ingår i släktet Quentalia och familjen silkesspinnare. Inga underarter finns listade.